# Seznam premiérů Irska
Toto je seznam hlav vlád Irska od vzniku prvního vládního kabinetu během války za nezávislost v roce 1919. Funkce hlavy vlády se v průběhu doby nazývala různě. V letech 1919–1922 to byl předseda Dáil Éireannu. V letech 1921–1922 předseda prozatímní vlády (tyto dvě funkce navíc existovaly souběžně). V letech 1922–1937 to byl předseda výkonné rady. Od roku 1937 se funkce nazývá taoiseach.

## Seznam
| Poř.                               | portrét                            | osoba                               | nástup do úřadu                    | odchod z úřadu                     | strana                             | vláda                                        |
| Poř.                               | portrét                            | (narození–úmrtí)                    | nástup do úřadu                    | odchod z úřadu                     | strana                             | vláda                                        |
| Předseda Dáil Éireannu (1919–1922) | Předseda Dáil Éireannu (1919–1922) | Předseda Dáil Éireannu (1919–1922)  | Předseda Dáil Éireannu (1919–1922) | Předseda Dáil Éireannu (1919–1922) | Předseda Dáil Éireannu (1919–1922) | Předseda Dáil Éireannu (1919–1922)           |
| ---------------------------------- | ---------------------------------- | ----------------------------------- | ---------------------------------- | ---------------------------------- | ---------------------------------- | -------------------------------------------- |
| 1.                                 |                                    | Cathal Brugha (1874–1922)           | 21. ledna 1919                     | 1. dubna 1919                      | Sinn Féin                          | 1. vláda                                     |
| 2.                                 |                                    | Éamon de Valera (1882–1975)         | 1. dubna 1919                      | 9. ledna 1922                      | Sinn Féin                          | 2. vláda 3. vláda                            |
| 3.                                 |                                    | Arthur Griffith (1872–1922)         | 10. ledna 1922                     | 12. srpna 1922                     | Sinn Féin                          | 4. vláda                                     |
| Předseda prozatímní vlády (1922)   |                                    |                                     |                                    |                                    |                                    |                                              |
| 1.                                 |                                    | Michael Collins (1890–1922)         | 16. ledna 1922                     | 22. srpna 1922                     | Sinn Féin                          | 1. vláda                                     |
| 2.                                 |                                    | William Thomas Cosgrave (1880–1965) | 22. srpna 1922                     | 6. prosince 1922                   | Cumann na nGaedheal                | 2. vláda 3. vláda                            |
| Předseda výkonné rady (1922–1937)  |                                    |                                     |                                    |                                    |                                    |                                              |
| 1.                                 |                                    | William Thomas Cosgrave (1880–1965) | 6. prosince 1922                   | 9. března 1932                     | Cumann na nGaedheal                | 1. vláda 2. vláda 3. vláda 4. vláda 5. vláda |
| 2.                                 |                                    | Éamon de Valera (1882–1975)         | 9. března 1932                     | 29. prosince 1937                  | Fianna Fáil                        | 6. vláda 7. vláda 8. vláda                   |
| Taoiseach (od 1937)                |                                    |                                     |                                    |                                    |                                    |                                              |
| (2.)                               |                                    | Éamon de Valera (1882–1975)         | 29. prosince 1937                  | 18. února 1948                     | Fianna Fáil                        | 1. vláda 2. vláda 3. vláda 4. vláda          |
| 3.                                 |                                    | John A. Costello (1891–1976)        | 18. února 1948                     | 13. června 1951                    | Fine Gael                          | 5. vláda                                     |
| (2.)                               |                                    | Éamon de Valera (1882–1975)         | 13. června 1951                    | 2. června 1954                     | Fianna Fáil                        | 6. vláda                                     |
| (3.)                               |                                    | John A. Costello (1891–1976)        | 2. června 1954                     | 20. března 1957                    | Fine Gael                          | 7. vláda                                     |
| (2.)                               |                                    | Éamon de Valera (1882–1975)         | 20. března 1957                    | 23. června 1959                    | Fianna Fáil                        | 8. vláda                                     |
| 4.                                 |                                    | Seán Lemass (1899–1971)             | 23. června 1959                    | 10. listopadu 1966                 | Fianna Fáil                        | 9. vláda 10. vláda 11. vláda                 |
| 5.                                 |                                    | Jack Lynch (1917–1999)              | 10. listopadu 1966                 | 14. března 1973                    | Fianna Fáil                        | 12. vláda 13. vláda                          |
| 6.                                 |                                    | Liam Cosgrave (1920–2017)           | 14. března 1973                    | 5. července 1977                   | Fine Gael                          | 14. vláda                                    |
| (5.)                               |                                    | Jack Lynch (1917–1999)              | 5. července 1977                   | 11. prosince 1979                  | Fianna Fáil                        | 15. vláda                                    |
| 7.                                 |                                    | Charles Haughey (1925–2006)         | 11. prosince 1979                  | 30. června 1981                    | Fianna Fáil                        | 16. vláda                                    |
| 8.                                 |                                    | Garret FitzGerald (1926–2011)       | 30. června 1981                    | 9. března 1982                     | Fine Gael                          | 17. vláda                                    |
| (7.)                               |                                    | Charles Haughey (1925–2006)         | 9. března 1982                     | 14. prosince 1982                  | Fianna Fáil                        | 18. vláda                                    |
| (8.)                               |                                    | Garret FitzGerald (1926–2011)       | 14. prosince 1982                  | 10. března 1987                    | Fine Gael                          | 19. vláda                                    |
| (7.)                               |                                    | Charles Haughey (1925–2006)         | 10. března 1987                    | 11. února 1992                     | Fianna Fáil                        | 20. vláda 21. vláda                          |
| 9.                                 |                                    | Albert Reynolds (1932–2014)         | 11. února 1992                     | 15. prosince 1994                  | Fianna Fáil                        | 22. vláda 23. vláda                          |
| 10.                                |                                    | John Bruton (* 1947)                | 15. prosince 1994                  | 26. června 1997                    | Fine Gael                          | 24. vláda                                    |
| 11.                                |                                    | Bertie Ahern (* 1951)               | 26. června 1997                    | 7. května 2008                     | Fianna Fáil                        | 25. vláda 26. vláda 27. vláda                |
| 12.                                |                                    | Brian Cowen (* 1960)                | 7. května 2008                     | 9. března 2011                     | Fianna Fáil                        | 28. vláda                                    |
| 13.                                |                                    | Enda Kenny (* 1951)                 | 9. března 2011                     | 14. června 2017                    | Fine Gael                          | 29. vláda 30. vláda                          |
| 14.                                |                                    | Leo Varadkar (* 1979)               | 14. června 2017                    | 27. června 2020                    | Fine Gael                          | 31. vláda                                    |
| 15.                                |                                    | Micheál Martin (* 1960)             | 27. června 2020                    | 17. prosince 2022                  | Fianna Fáil                        | 32. vláda                                    |
| (14.)                              |                                    | Leo Varadkar (* 1979)               | 17. prosince 2022                  | 8. dubna 2024                      | Fine Gael                          | 33. vláda                                    |
| 16.                                |                                    | Simon Harris (* 1986)               | 9. dubna 2024                      | 23. ledna 2025                     | Fine Gael                          | 34. vláda                                    |
| (15.)                              |                                    | Micheál Martin (* 1960)             | 23. ledna 2025                     | úřadující                          | Fianna Fáil                        | 35. vláda                                    |

Vysvětlivky
1. ↑  Od srpna 2021 byl úřad předsedy Dáil Éireannu povýšen do pozice prezidenta Irské republiky
2. 1 2  Mezi lednem a srpnem 1922 existovaly souběžně dvě vlády, jejichž někteří členové zasedali v obou kabinetech. První byla výkonnou radou v rámci samostatně vyhlášené Irské republiky a druhá jako prozatímní vláda uznaná Spojeným královstvím. Po rezignaci Éamona de Valery v lednu 2022 se do čela irské vlády postavil prezident Irské republiky, resp. předseda Dáil Éireannu, Arthur Griffith a vedení prozatímního kabinetu se ujal Michael Collins. Funkce vykonávali až do úmrtí v srpnu 1922.